# Monument aan de Meppelerstraatweg

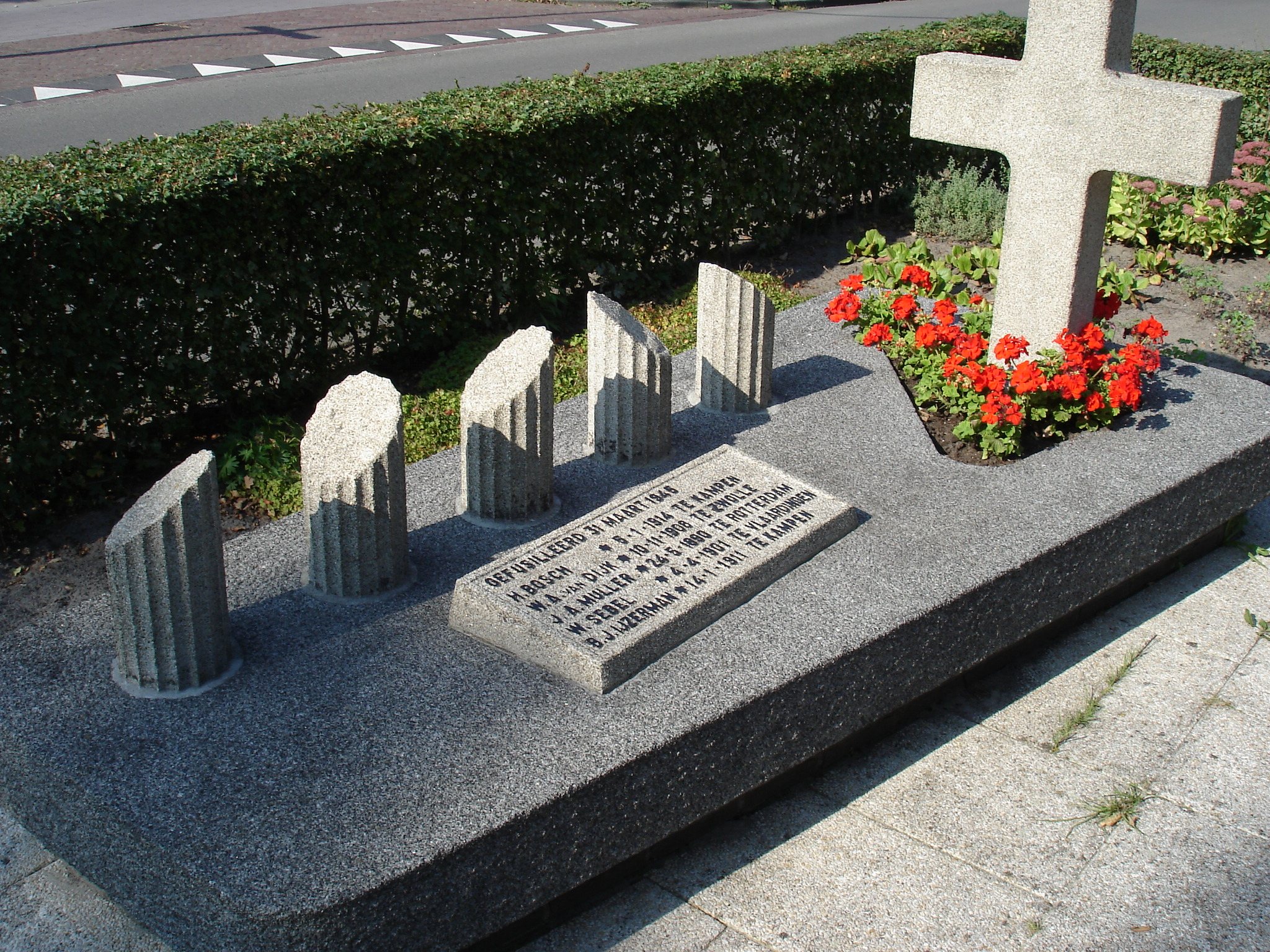
Monument aan de Meppelerstraatweg.

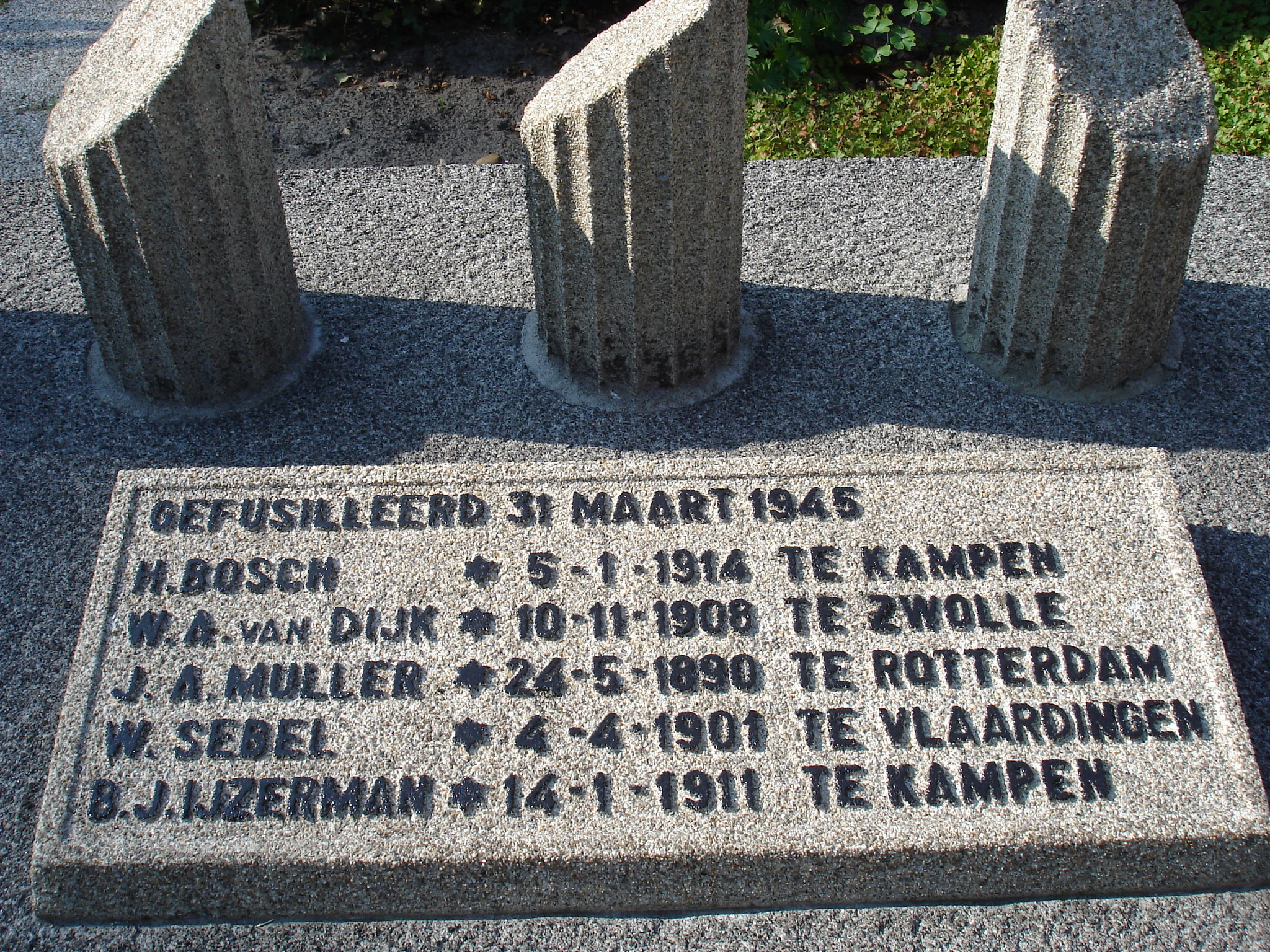
De gedenkplaat.

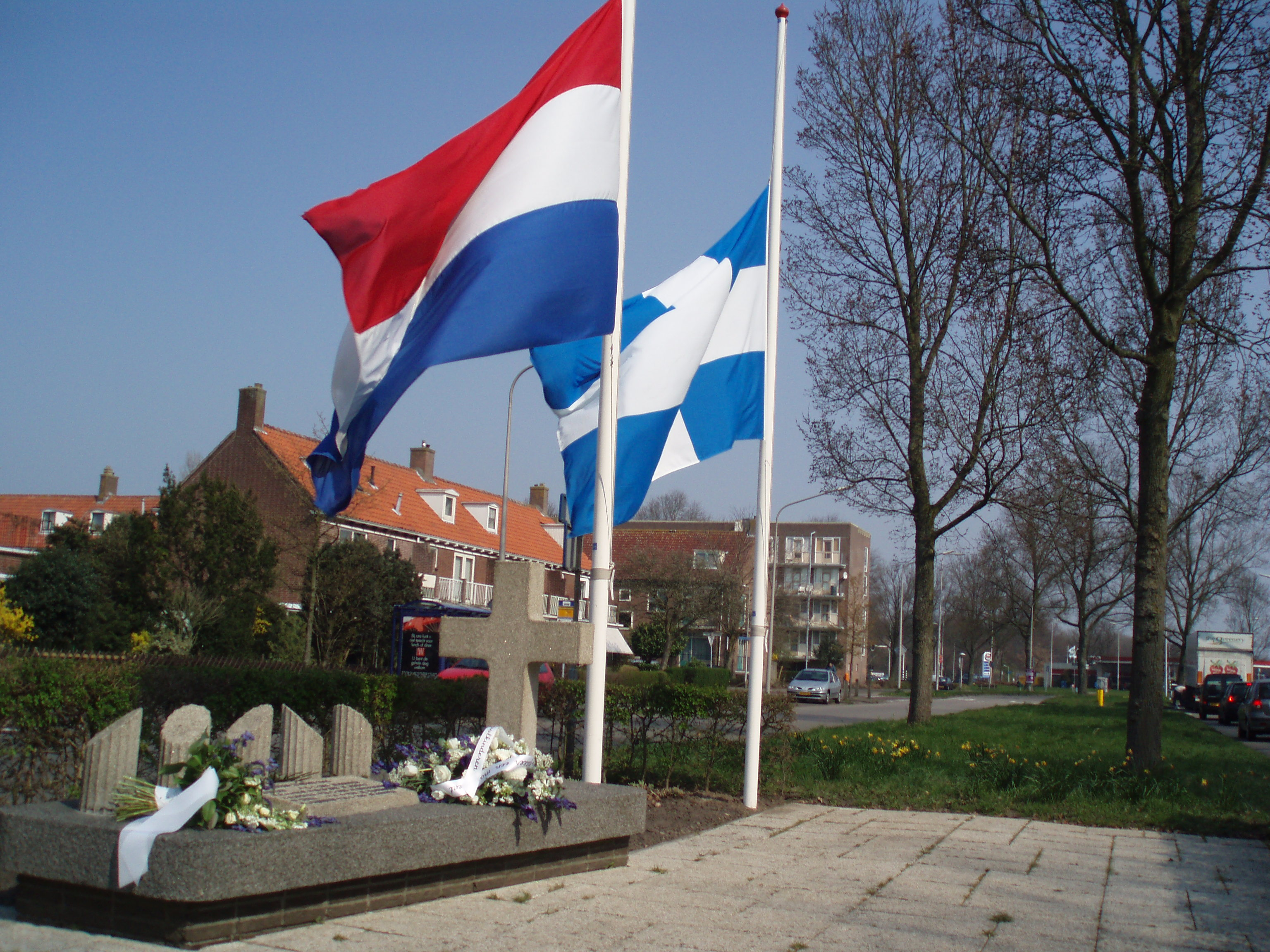
De herdenking op 31 maart: de Nederlandse en Zwolse vlag hangen halfstok.

Het monument aan de Meppelerstraatweg dat zich aan de gelijknamige straat in Zwolle bevindt, is opgericht ter nagedachtenis aan vijf inwoners van Kampen, Zwolle en Zwollerkerspel die op 31 maart 1945 zijn gefusilleerd als represaille voor een verzetsdaad. Zij waren de laatste van in totaal 19 mannen die tussen 3 oktober 1944 en 31 maart 1945 in Zwolle werden gefusilleerd.

## Geschiedenis
In de vroege morgen van de laatste dag van maart werden hier Willem Sebel, Hermanus Bosch, Wilhelmus van Dijk, Johannes Albertus Muller en Berend IJzerman om het leven gebracht. Ooggetuigen waren de destijds tienjarige Andries van der Horst en de 23-jarige Dini van der Horst. Zij gingen melk halen in Berkum en werden staande gehouden.  Honderd meter verderop werden geboeide mensen uit een busje geleid, opgesteld en neergeschoten. Muller, adjudant van de marechaussee, was in uniform gekleed toen hij doodgeschoten werd. De lijken bleven de rest van de ochtend op een rij naast elkaar liggen, bewaakt door een politieagent.
Muller was op 26 februari 1945 na verraden te zijn, aangehouden voor het bedrijven van spionage en omdat hij als lid van de Ordedienst hulp aan onderduikers en steun aan de pilotenlijn bood. Muller werd in IJsselmuiden (Kampen) begraven. Willem Sebel had in en om Lutten verzetsdaden gepleegd en hulp geboden aan neergekomen vliegers. Hij droeg ten tijde van de executie het uniform van de marechaussee en werd later met een bakfiets opgehaald om in Lutten te worden begraven. Hermanus Bosch was onderdeel geweest was de Landelijke Knokploegen en werd begraven in Zwolle. Wilhelmus van Dijk behoorde tot de illegale organisatie 'de Groene' en werd begraven in Zwolle. Berend IJzerman werkte samen met Johannes Muller en werd begraven in Kampen.

## Gedenkteken
Kort na de executie werd er een houten kruis geplaatst waaraan een enveloppe was bevestigd met daarop de namen van de omgekomen verzetsstrijders. Het kruis was versierd met bloemen.
Het huidige monument naar een ontwerp van Mastabo is onthuld in 1963 en bestaat uit een rechthoekige steen waarop een gedenkplaat is gelegd met daarop een kruis en vijf boomstammen van beton. Op iedere boomstam zou een naam aangebracht moeten zijn van een van de personen die hier zijn gefusilleerd. In het algemeen staan schuin afgesneden zuilen symbool voor de eindigheid van het leven.

## Herdenking
Sinds 1963 wordt op 31 maart ieder jaar een herdenking gehouden bij het monument. De Openbare Basisschool Het Turfschip te Zwolle heeft in 1987 samen met de voormalige basisschool De Schaapskooi het monument geadopteerd. In 2008 verzorgde Het Turfschip voor de laatste maal de herdenkingsplechtigheid, omdat de school gesloten werd. Tijdens de herdenking klinkt de Last Post, waarna er 1 minuut stilte wordt gehouden. Hierna klinkt het Wilhelmus, worden de vlaggen van Nederland en Zwolle halfstok gehangen en worden er bloemen gelegd. Nu zorgt o.b.s. de Springplank voor het monument.

## Tekst
De tekst op de gedenkplaat luidt:
GEFUSILLEERD 31 MAART 1945

H. BOSCH * 5-1-1914 TE KAMPEN

W.A. van DIJK * 10-11-1908 TE ZWOLLE

J.A. MULLER * 24-5-1890 TE ROTTERDAM

W. SEBEL * 4-4-1901 TE VLAARDINGEN

B.J. IJZERMAN * 14-1-1911 TE KAMPEN.